# Чешуйчатая райская птица
Чешуйчатая райская птица (лат. Pteridophora alberti) — вид воробьинообразных птиц из семейства райских птиц (Paradisaeidae), который выделен в монотипный род чешуйчатых райских птиц (Pteridophora). Она обитает во влажных лесах в Новой Гвинее. Длина тела — 22 см. Весит птица 87 грамм. Рацион чешуйчатой райской птицы состоит из фруктов и насекомых.